# Saare (Läänemaa)
Saare (szw. Lyckholm) – wieś w Estonii, w prowincji Lääne, w gminie Noarootsi. W 2000 roku wieś miała 23 mieszkańców.